# Observatorio (estación del Metro de la Ciudad de México)
Observatorio es una de las estaciones que forman parte del Metro de la Ciudad de México, es la terminal poniente de la Línea 1 y será la futura correspondencia de la Línea 12, siendo también la futura terminal de esta última. Se ubica al poniente de la Ciudad de México, en la alcaldía Álvaro Obregón.

## Nombre e iconografía
El logotipo de la estación representa la cúpula estilizada de un observatorio astronómico. Lleva el nombre de un observatorio construido por la Universidad Nacional Autónoma de México en la cima de una colina cerca de la estación. Sin embargo, debido a la contaminación lumínica provocada por el crecimiento urbano, apenas se realizaron observaciones en el observatorio, por lo que se transformó en un planetario. Anteriormente en el sitio hubo un palacio colonial que perteneció al obispo de la ciudad.

## Información general
Esta estación es una de las terminales de Metro más importantes de la ciudad. Sirve a la terminal de autobuses del oeste de la Ciudad de México, que conecta con zonas del oeste de México como el estado de México, Michoacán, Jalisco, Querétaro y otras.
Originalmente la Línea 9 tenía planes de terminar aquí. Incluso los pictogramas de la Línea 1 mostraban esta estación como una estación de transferencia para la Línea 9. Pero por razones desconocidas la estación no se construyó y la Línea 9 terminó en Tacubaya. 

## Proyectos a futuro

#### El Insurgente
Observatorio será la terminal oriental del tren El Insurgente cuando la línea comience su servicio regular, cuyo inicio se proyecta en 2024.

#### Ampliación de laLínea 9y laLínea 12
A partir de 2018 está prevista la conexión desde la estación Tacubaya de la Línea 9 hacia Observatorio, pero no se ha anunciado una fecha de finalización. Esto convertiría a Observatorio, junto con Tacubaya, Chabacano y Pantitlán, en las únicas estaciones de transferencia de la red del Metro de la Ciudad de México en tener conexiones con tres líneas, en este caso la Línea 1, Línea 9 y Línea 12.
A marzo de 2024 se encuentra en construcción una extensión de la Línea 12 hasta Observatorio, que la conectará con la Línea 1. Se esperaba que la nueva estación de la Línea 12 abriera sus puertas en 2021. Sin embargo, tras los recientes incidentes del Metro y las dificultades técnicas presentadas durante la obra, han derivado en el retraso de la obra, y como consecuencia, en la fecha de apertura.

### Cierre y reconstrucción
La estación permanece cerrada desde la noche del 9 de noviembre de 2023, debido a la remodelación que se está llevando a cabo desde 2022, con la finalidad de rehabilitar y aumentar la vida útil de la primera línea del metro de la Ciudad de México, inaugurada entre 1969 y 1984. Se espera que las obras de la segunda fase de remodelación (Observatorio-Salto del Agua) concluya durante el año 2024, para finalmente reabrir toda línea completamente remodelada.
En diciembre de 2023 y tras un mes de cierre, se dieron a conocer a través de redes sociales, fotografías del estado actual de las obras renovación para la estación de la Línea 1, en donde se puede apreciar que la estructura original de la estación (la cual se construyó entre 1969 y 1972) fue demolida, esto con el fin de reacondicionar el espacio para la distribución de pasajeros, ante la inminente llegada del tren Interurbano El Insurgente y la ampliación de la Línea 12 del Metro.
Durante la remodelación están habilitadas varias rutas de autobuses de RTP y Metrobús para suplir la demanda de transporte.

## Afluencia
En 2021, Observatorio se convirtió en la 8° estación más utilizada de la red, al registrar una afluencia de 33,366 pasajeros que utilizaron esta estación a diario.
La siguiente tabla muestra la afluencia de la estación en los últimos 10 años:
| Afluencia Anual de Pasajeros | Afluencia Anual de Pasajeros | Afluencia Anual de Pasajeros | Afluencia Anual de Pasajeros | Afluencia Anual de Pasajeros | Afluencia Anual de Pasajeros |
| ---------------------------- | ---------------------------- | ---------------------------- | ---------------------------- | ---------------------------- | ---------------------------- |
| Año                          | Afluencia                    | A Diario                     | Ranking                      | Incremento                   | Ref.                         |
| 2024                         | 0                            | 0                            | X                            | -100.00%                     |                              |
| 2023                         | 11,559,632                   | 31,670                       | 17°/187                      | -11.47%                      | [ 12 ]                       |
| 2022                         | 13,057,993                   | 35,775                       | 14°/175                      | +7.22%                       | [ 13 ]                       |
| 2021                         | 12,178,741                   | 33,366                       | 8°/195                       | -8.73%                       | [ 14 ]                       |
| 2020                         | 13,343,431                   | 36,457                       | 9°/195                       | -49.43%                      | [ 15 ]                       |
| 2019                         | 26,388,110                   | 72,296                       | 9°/195                       | -2.16%                       | [ 16 ]                       |
| 2018                         | 26,970,170                   | 73,890                       | 9°/195                       | +0.77%                       | [ 17 ]                       |
| 2017                         | 26,764,337                   | 73,326                       | 8°/195                       | -3.49%                       | [ 18 ]                       |
| 2016                         | 27,732,577                   | 75,772                       | 8°/195                       | +0.08%                       | [ 19 ]                       |
| 2015                         | 27,711,208                   | 75,921                       | 8°/195                       | +2.50%                       | [ 20 ]                       |

## Conectividad

### Salidas
- Al Noreste: Av. Minas de Arena, Col. Pino Suárez
- Al Noroeste: Av. Minas de Arena, Col. Pino Suárez
- Al Sureste: Calle Real del Monte, Col. Pino Suárez
- Al Suroeste: calle Real del Monte, Col. Pino Suárez

### Conexiones
Existen conexiones con las estaciones y paradas de diversos sistemas de transporte:
Centro y Estaciones de Transferencia Multimodal (CETRAM)
- CETRAM Observatorio.

Corredores Concesionados
- Corredor 21: Chapultepec-San Ángel (COREVSA) (Observatorio / Clínica 4 y 8).

## Sitios de interés
- Terminal Central de Autobuses del Poniente